# Карл Юхан Соннінґ
Карл Юхан Соннінґ (хрещений як Соренсен; 19 квітня 1879, Ассенс  —  9 березня 1937 Фредеріксберґ) — данський журналіст, письменник і засновник Фонду Соннінґа, який присуджує премію Соннінґа.
Карл Юхан Соннінґ похований на Старому цвинтарі у Фредеріксберґу.

## Зовнішні посилання
- Хто був цей Соннінґ? (20 квітня 2006 р.), Берлінгске
- Шаблон:Gravsted.dk navn

Шаблон:Modtagere af Sonningprisen